# Simoncello
Simoncello je hora v Apeninách, ležící na hranici mezi regiony Emilia-Romagna (obec Pennabilli, v provincii Rimini), Toskánsko (obec Sestino, v provincii Arezzo) a Marche (obec Carpegna, v provincii Pesaro a Urbino). Vrchol hory leží v provinciích Pesaro a Urbino, a hora byla zahrnuta do regionálního přírodního parku Sasso Simone a Simoncello.
Ačkoli jméno je zdrobnělina blízké hory Sasso Simone, Simoncello je ve skutečnosti vyšší; dosahuje 1 221 metrů nad mořem proti 1 204 u Sassa Simone. Simoncello tvoří mezikruh horského pásma, který odděluje údolí řek Marecchia (na severozápadě) a Foglia (na jihovýchodě), a tento mezikruh pokračuje na jih s Sassem Simone a dále na sever také zahrnuje horu Carpegna (1415 m). Ze svahů Simoncella pramení mnoho přítoků Marecchie a Foglie.